# Artocarpus heterophyllus
L'arbre del pa (Artocarpus heterophyllus), és una espècie de planta amb flors del gènere Artocarpus dins la família de les moràcies nativa del sud-oest de l'Índia i cultivat a zones tropicals d'Àsia, Amèrica, illes del Pacífic occidental i el Carib.
En català, el seu fruit rep el nom de jaca.

## Descripció
És un arbre perenne amb fulles alternes, peciolades i ovalades. És una planta monoica, les flors s'agrupen en inflorescències masculines i femenines separades. Les flors masculines són verdoses o groguenques, l'Androceu presenta un únic estam amb una antera formada per quatre sac pol·línics. Les flors femenines són verdoses.
L'arbre produeix fruits gegantins que ixen directament del tronc amarrats a aquest mitjançant un peduncle més o menys llarg. Són els fruits d'arbre més grossos de totes les espècies vegetals, podent arribar fins a 90 cm de llargada i 50 cm de diàmetre, pesant fins a 36 kg per unitat.
L'escorça que cobreix el fruit és lleugerament punxosa de color verd groguenc i ocre. Té una consistència coriàcia. A l'interior es troben les llavors recobertes d'una polpa. Aquesta polpa és molt dolça quan el fruit és madur.

## Taxonomia
Aquest tàxon va ser publicat per primer cop l'any 1847 al tercer volum dels dedicats a la botànica dins l'Encyclopedie Methodique pel botànic francès Jean-Baptiste Lamarck.

### Sinònims
Els següents noms científics són sinònims d'Artocarpus heterophyllus:
- Artocarpus brasiliensis Gomes
- Artocarpus maximus Blanco
- Artocarpus nanca Noronha
- Artocarpus philippensis Lam.
- Polyphema jaca Lour.
- Saccus heterophyllus (Lam.) Kuntze

## Etimologia

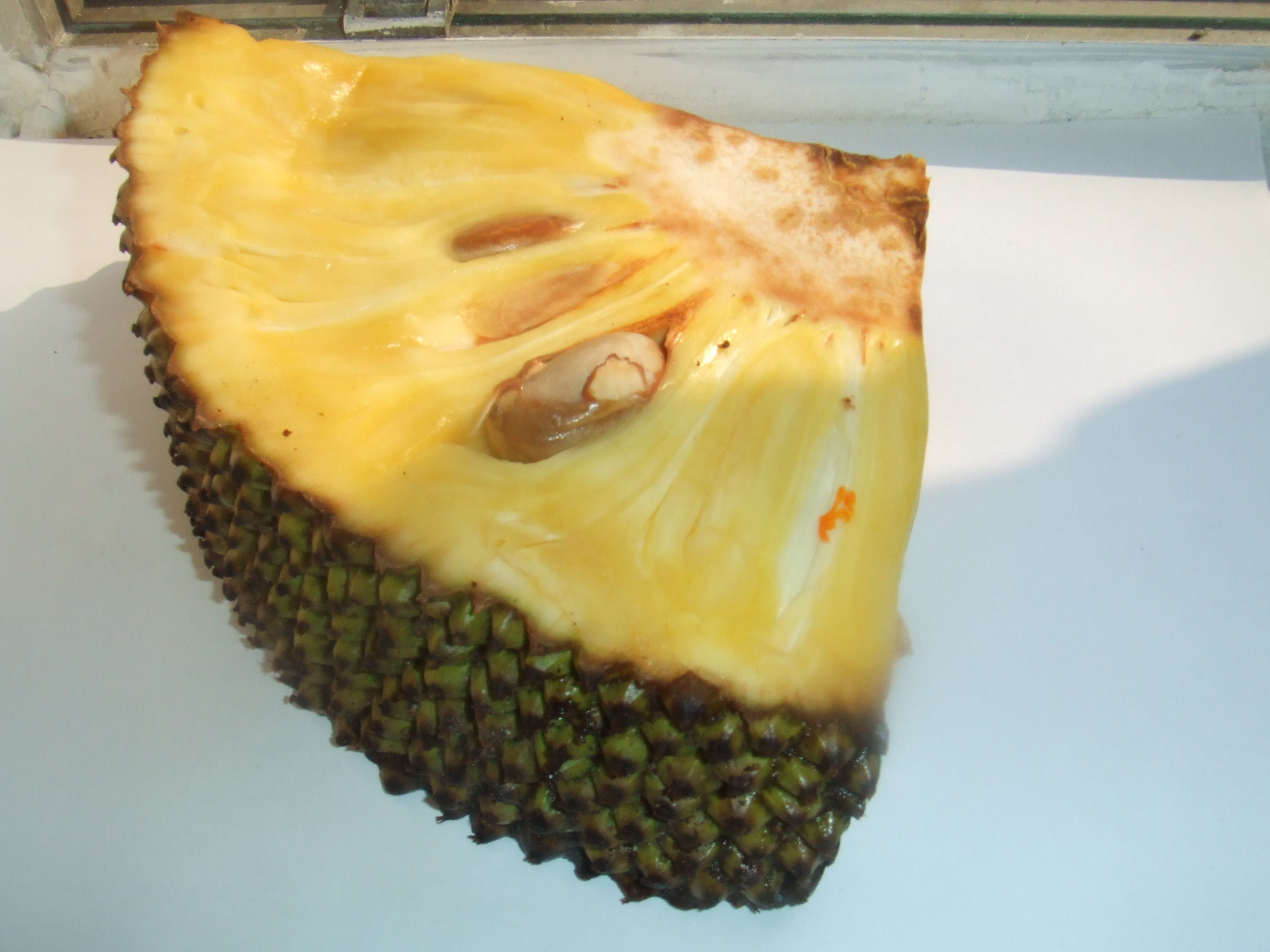
Secció de jaca, fruit madur

El mot «jaca», el nom portuguès del fruit, prové del malayalam chakka (ചക്ക), manera d'anomenar el fruit en la llengua de la zona de Cochin i la costa Malabar on els mariners portuguesos varen admirar per primera vegada aquests fruits gegantins al segle xv, amb dos-cents anys de retard respecte a la descripció que n'havien fet alguns viatgers i missioners medievals, com el frare Jordà de Catalunya, que la descriu amb el nom de «chaqui» abans de 1330.
A través del portuguès les paraules jaca i jaqueiro, el nom de l'arbre, utilitzades per primera vegada al llibre Colóquios dos simples e drogas da India del naturalista portuguès Garcia de Orta el 1563, varen arribar a Europa, donant jacquier en francès, yaca en castellà, jackfruit en anglès i jackfrucht en alemany.

## Gastronomia
El fruit és comestible tant verd com madur. Es mengen tant la polpa que envolta les llavors com les llavors mateixes. La polpa dolça es pot menjar directament o fregir amb oli de coco o mantega. Té un gust fortament dolç i una olor molt intensa. El seu gust recorda el de la banana madura i un xic l'ananàs.
Quan és verd, l'interior del fruit tallat a trossos serveix per a preparar curri o per fregir. En aquest estat la polpa no és dolça i el gust de les làmines de fruit verd fregit recorda el de les patates fregides. Les llavors es poden menjar torrades, bullides o en curri.

## Altres usos
La fusta de l'arbre del pa té un color marró clar o groguenc similar al de la mel. És dura i fàcil de treballar; és molt apreciada per a fer mobles, portes, finestres i sostres, ja que té l'avantatge de ser resistent als tèrmits. També té poca tendència a esquerdar-se i es fa servir en escultures de fusta o instruments musicals, com timbals o llaüts característics del sud-est asiàtic.
Recentment, l'agroindústria està incorporant el fruit de la jaca (polpa i llavors) en la producció de pinsos per bestiar.